# 척 코모
척 코모(Chuck Comeau, 1979년 9월 17일 ~ )는 캐나다의 음악가로, 심플 플랜의 드러머로 활동하고 있다.